# 牛希濟
牛希濟(872年─？)，五代前蜀詞人，出身於隴西，為牛嶠之姪。曾任翰林學士、御史中丞。925年（同光三年）降後唐，後唐明宗任其為雍州節度副使。事跡見於《十國春秋》。

## 生平
牛希濟遭逢戰亂，流寓於蜀地，依叔父牛嶠而居，而受前蜀高祖王建賞識，任為起居郎。到了前蜀後主王衍，累官至翰林學士、御史中丞等官職。前蜀亡，隨後主降於後唐。

## 作品
長於詩詞，風格屬於花間派，現存詞作14首，多收於《花間集》。其作品今輯有《牛中丞集》。
- 《臨江仙》 [1]

峭碧參差十二峰。冷煙寒樹重重。瑤姬宮殿是仙蹤。金爐珠帳，香靄晝偏濃。
一自楚王驚夢斷，人間無路相逢。至今雲雨帶愁容。月斜江上，征棹動晨鍾。

## 資料來源
1. ↑  《花間集》，2005，上海古籍出版社，上海。